# Хламидомонада снежная
Хламидомона́да сне́жная (лат. Chlamydomonas nivalis) — вид одноклеточных зелёных водорослей из порядка Chlamydomonadales. Благодаря способности существовать при низких температурах и наличию красного пигмента астаксантина, вызывают явление «красного снега».

## Описание
Известна своей особенностью существовать при низких температурах. Кроме неё открыто еще более 350 видов таких водорослей. Попадая в атмосферу при испарении воды, они окрашивают снег в оттенки черного, бурого или желтого.
Водоросль может развиваться на поверхности воды, снега и льда. Зацветает после самого темного и холодного периода зимы, при незначительном нагреве воды, которая зеленеет и, по мере того, как погода проясняется, розовеет или краснеет. Температура +4 °С уже гибельна. Благодаря защите от ультрафиолетового излучения, которое опасно для других организмов на высотах, может размножаться на высоте до 3,7 км над уровнем моря.

## Аналоги
Существуют и другие водоросли снега и льда, обеспечивающие природное явление «цветение снега»:
- Рафидонема снежная (лат. Rhaphidonema nivale) — зелёная окраска снега
- Анцилонема Норденшельда (лат. Ancylonema nordenskioeldii) — коричневая окраска снега и льда

## Иллюстрации
- Полосы «арбузного снега»
- Ямы «арбузного снега»